# Charles Preston
Charles Preston, 5e Baronet (né le 16 novembre 1733 - décédé le 23 mars 1800) était un major britannique  en poste au Canada au cours de la révolution américaine.

## Guerre de la Révolution américaine

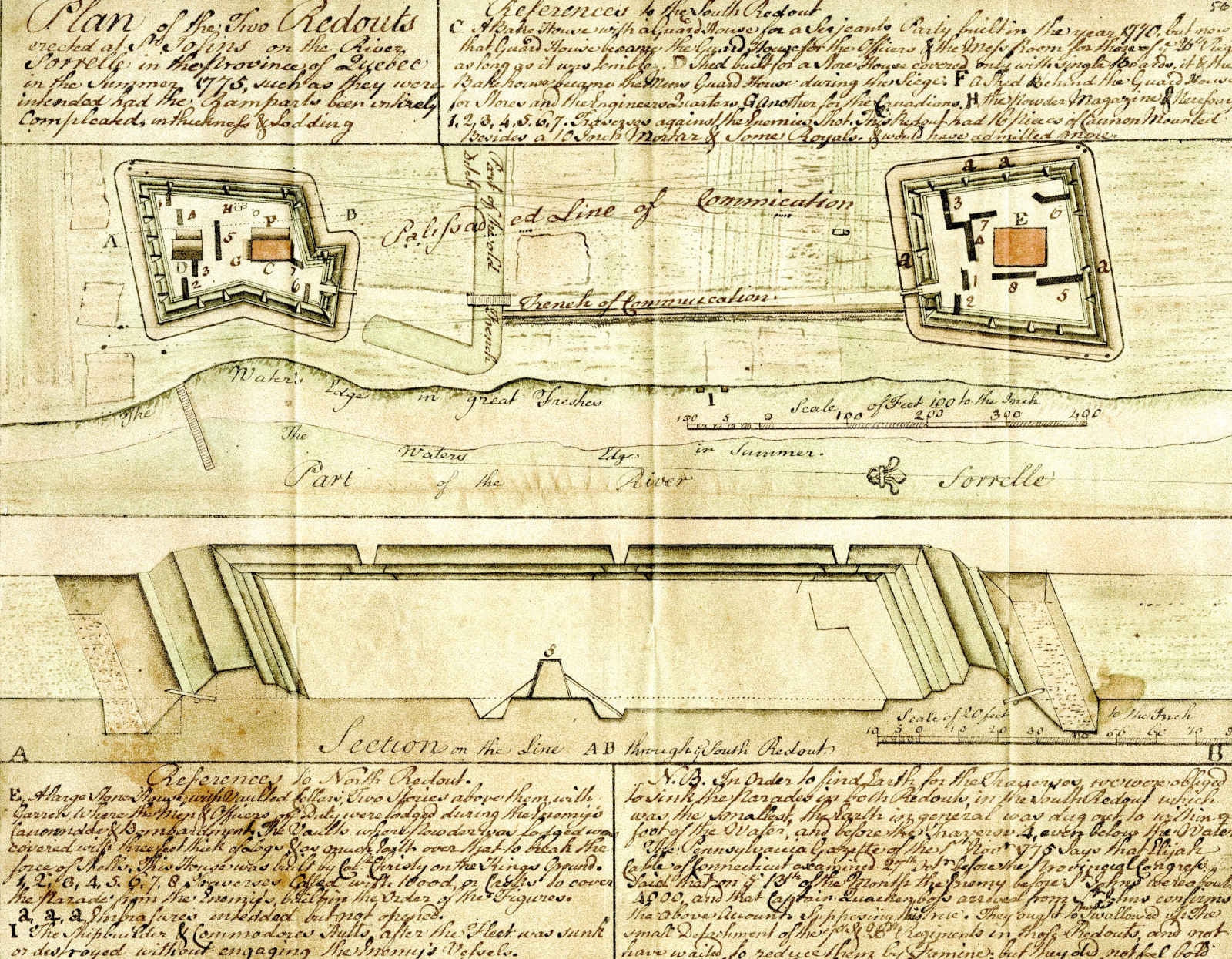
Redoutes Sud et Nord de 1775

Guy Carleton ordonna à Preston de retarder l'avance américaine sur Montréal et Québec. Il commandait 662 hommes du 26e régiment, d'ingénieurs, de Canadiens, et d'Amérindiens. Ils détenaient le Fort Saint-Jean, à Saint-Jean-sur-Richelieu, Québec, en 1775, lorsque les Américains sont venus attaquer le fort lors du siège du Fort Saint-Jean. Preston et ses hommes ont résisté à plusieurs attaques, durant 45 jours, des assaillants américains sous commande des généraux américains Richard Montgomery et Philip Schuyler avant de capituler.

## Après la guerre
À son retour à Valleyfield, en Angleterre, en 1784, il devient député de Burghs Dysart (circonscription du Parlement britannique) de 1774 à 1790,.
Le nom de Preston est mentionné sur une plaque du Fort Saint-Jean, érigée en 1926 par les lieux historiques et monuments du Canada, au Collège militaire royal de Saint-Jean, construit en 1743 par Gaspard-Joseph Chaussegros de Léry sous les ordres du Gouverneur de la Galissonnière. Ce fort militaire était utilisé pour toutes les expéditions militaires vers le lac Champlain. Le 31 août 1760, le commandant de Roquemaure avait fait sauter conformément aux ordres du Gouverneur de Vaudreuil le fort afin d'empêcher sa chute aux mains des anglais. Il fut reconstruit par Guy Carleton en 1773. Au cours de la même année, sous le commandement du Major Charles Preston du 26e Régiment d'artillerie, il résista un siège de 45 jours par l'armée américaine commandée par le Général Richard Montgomery.